# Скаршеви
Скаршеви (пољ. Skarszewy) град је у Пољској у Војводству поморском. По подацима из 2012. године број становника у месту је био 7105.

## Становништво
| 2012. |
| ----- |
| 7.105 |